# 曹攄
曹攄（3世紀—308年），字顏遠，譙國譙縣人，西晉官員、文學家，官至襄城太守、征南司馬，曾祖父為三國時曹魏大司馬曹休。曹攄善治地方，愛民如子，擔任臨淄令期間更被稱為「聖君」。其生平見載於《晉書·良吏傳》中，張隱《文士傳》中亦簡載其生平。

## 生平
曹攄是三國時代曹魏宗室曹休的後代，祖父曹肇是曹魏衛將軍。曹攄自小已有孝名，為人好學，擅長詩文，西晉太尉王衍對他十分欣賞，為他安排補任臨淄令。擔任縣令期間，曹攄治縣有方，明察秋毫，深受百姓愛戴。後來曹攄入朝為尚書郎，再轉任洛陽令，治績斐然。期間曾一度因病辭任，但不久又再次出任洛陽令。
齊王司馬冏當權時，以曹攄及左思擔任記室督。一次司馬冏隨意地跟曹攄討論：「天子被賊臣所挾持，沒有作為之時，我率領天下義兵興復王室，如今入輔朝廷，解救時艱，卻有人勸我事後應返回自己的封國，你有甚麼看法呢？」曹攄便說：「論到蕩平國賊，匡復皇室，古今人臣之中沒有一人的功勞比得上大王您了。不過，世間事情總不會永恆地昌盛順意，這不單有人為的因素，也是天意的安排。既然在下蒙您詢問，我也不敢不據實回應。在下希望大王能夠居高思危，在滿足的時候顧慮危機，現在應該要精選官員，一心為公，放棄私欲，保舉賢士善人，務要為朝廷安置人才，然後就可以整頓車馬，禮拜天子，回歸自己的藩國，如此我們齊國臣屬必定上下同慶，這也是我等無上的榮幸啊。」可是司馬冏並沒有接納曹攄的建議。後來曹攄轉任中書侍郎。長沙王司馬乂徵曹攄為驃騎司馬。司馬乂失勢後，曹攄亦受牽連而遭免官，並遭逢喪母。晉惠帝在位後期，重新起用曹攄為襄城太守。
永嘉二年（308年），高密王司马略鎮守襄陽，以曹攄為征南司馬。當時流人（因犯罪而遭流放的人）王逌等人聚眾劫掠城邑，司馬略派遣參軍崔曠征討王逌，令曹攄擔任護軍。崔曠是一名狡詐凶橫之徒，他欺騙曹攄在前線作戰，自己則佯稱擔任後援。當曹攄與王逌於酈縣大戰時，崔曠沒有出現救援，曹攄被逼孤立作戰，最終因寡不敵眾而戰死。當曹攄的故吏及曾受其管治的百姓知道曹攄的死訊後，相繼到曹攄葬地奔喪，並於路上一直號哭著，就如為自己父母奔喪般傷痛。可見曹攄如何受民眾愛戴及思念。

## 特徵
曹攄是一名優秀的父母官，他愛民如子，明於斷案，處事據情依理，令百姓感恩戴德，因而被編進《晉書·良吏傳》中。在他將要擔任臨淄令的時候，臨淄有一名寡婦，丈夫死後一直謹慎奉養家姑。家姑念媳婦年輕喪夫，便勸她改嫁，可是媳婦堅決不從。家姑痛心媳婦守節辛苦，於是悄悄自殺。然而夫家的親友竟憑此狀告婦人謀殺家姑，縣令便對婦人嚴刑拷問，婦人受不住刑痛苦楚，屈打成招，被判處決。恰逢曹攄到任接掌縣務，知道此案中有冤情，於是詳加追查，結果終於獲悉真相，還婦人清白，當時縣民都稱頌曹攄查案明斷。宋代鄭克所著《折獄龜鑑·卷一·釋冤上》有「曹攄明察」條，記載曹攄救臨淄寡婦一事，稱「臨淄寡婦若不遇曹攄，則與東海、上虞無以異矣。惟鑒彼負冤之可戒，乃顯此釋冤之足尚，故附著之」。同時代桂萬榮所著《棠陰比事》亦載「曹攄明婦」條。
某年歲晚，曹攄巡行牢獄，看見獄中有很多死囚。曹攄心生憐憫，向他們說：「你們因不幸而來到這鬼地方，可以怎樣呢？新年是人所重視的日子，你們難道不想見一下家人嗎？」死囚們都大哭起來說：「如果可以讓我們回一次家，我們縱死也無憾了。」曹攄便下令打開牢獄，釋出所有的死囚，讓他們回家度歲，並必須即日回牢。當時的掾吏都認為這做法不當，反對曹攄的決定。曹攄說：「這些人雖然都只是小人物，但我以恩義相待，他們必定不會辜負我，我會為各位承擔責任。」當日，死囚們回家看過家人後，果然相繼回到獄中，並無一人違背承諾，此舉令到全縣吏民嘆服不已，大家都稱曹攄為「聖君」。後人稱此事為「曹攄約囚」。
曹攄轉任洛陽令時，仍以仁德處事，明於斷獄，受到百姓的擁戴。某次天降雨雪，皇宮內有馬匹於夜間失蹤，宮中官吏大加查探，都找不到馬匹的蹤跡。曹攄卻下令拘捕守門衛士。官吏們均不認同是守門衛士所為，曹攄便分析道：「皇宮守衛森嚴，外人不敢冒險潛入犯案，必然是守門者燒食馬匹取暖禦寒。」連番盤問之下，守門衛士最終果然認罪。《太平御覽·卷二百六十七》載曹攄為寡婦斷案及擔任洛陽令時查失馬二事。曹攄擔任襄城太守時，襄城已因屢經戰亂波及而殘破凋零。曹攄赴任後，振弊起衰，不足一年便令襄城重新恢復生機。可見曹攄為官善治。

## 文學表現
曹攄有多首詩作傳世，題材多以贈友為主。當中以《感舊詩》最為著名：
富貴他人合，貧賤親戚離。廉藺門易軌，田竇相奪移。晨風集茂林，棲鳥去枯枝。今我唯困蒙，郡士所背馳。鄉人敦懿義，濟濟蔭光儀。對賓頌有客，舉觴詠露斯。臨樂何所歎，素絲與路歧。
《晉書·殷浩傳》載殷浩曾吟頌此詩首兩句送別其甥韓伯。蕭統《昭明文選·卷二十九》亦載有此詩。《隋書·經籍志》載有「征南司馬曹攄集三卷，錄一卷」的紀錄；《舊唐書·經籍志》及《新唐書·藝文志》均載有「曹攄集二卷」的紀錄。

## 評價
- 《晉書·良吏傳》：「攄少有孝行，好學善屬文。」「一縣歎服，號曰聖君。」「仁惠明斷，百姓懷之。」
- 張隱《文士傳》：「少厲志操，博學有才藻。」「仕晉，辟公府，歷洛陽令，有能名。」
- 劉勰《文心雕龍·才略》：「成公子安選賦而時美，夏侯孝若具體而皆微，曹攄清靡於長篇，季鷹辨切於短韻，各其善也。」沈謙補充：「成公綏撰作辭賦，時有優美之佳構；夏侯湛具備各體，但無廣大之特色；曹攄之長篇四言，詞句清新而流靡；張翰之短篇韻文，明辨而切當。以上四家，均各具優點。」
- 鍾嶸《詩品·卷中》：「季倫顏遠，並有英篇。」

## 備註
1. ↑  裴松之注《三國志·曹休傳》引張隱《文士傳》：「肇孫攄，字顏遠，少厲志操，博學有才藻。仕晉，辟公府，歷洛陽令，有能名。大司馬齊王冏輔政，攄與齊人左思俱為記室督。從中郎出為襄陽太守、征南司馬。值天下亂，攄討賊向吳，戰敗死。」
2. ↑  《晉書·良吏傳·曹攄傳》：「及齊王冏輔政，攄與左思俱為記室督。冏嘗從容問攄曰：『天子為賊臣所逼，莫有能奮。吾率四海義兵興複王室，今入輔朝廷，匡振時艱，或有勸吾還國，於卿意如何？』攄曰：『蕩平國賊，匡複帝祚，古今人臣之功未有如大王之盛也。然道罔隆而不殺，物無盛而不衰，非唯人事，抑亦天理。竊預下問，敢不盡情。願大王居高慮危，在盈思沖，精選百官，存公屏欲，舉賢進善，務得其才，然後脂車秣馬，高揖歸籓，則上下同慶，攄等幸甚。』冏不納。」
3. ↑  《資治通鑑·晉紀六·孝惠皇帝中之上》：「冏謂曹攄曰：『或勸吾委權還國，何如？』攄曰：『物禁太盛，大王誠能居高慮危，褰裳去之，斯善之善者也。』冏不聽。」
4. ↑  《晉書·良吏傳·曹攄傳》：「尋轉中書侍郎，長沙王乂以為驃騎司馬。乂敗，免官。因丁母憂。惠帝末，起為襄城太守。」
5. ↑  《晉書·良吏傳·曹攄傳》：「永嘉二年，高密王簡鎮襄陽，以攄為征南司馬。其年流人王逌等聚眾屯冠軍，寇掠城邑。簡遣參軍崔曠討之，令攄督護曠。曠，姦凶人也，譎攄前戰，期為後繼，既而不至。攄獨與逌戰于酈縣，軍敗死之。故吏及百姓並奔喪會葬，號哭即路，如赴父母焉。」
6. ↑  《晉書·良吏傳·曹攄傳》：「縣有寡婦，養姑甚謹。姑以其年少，勸令改適，婦守節不移。姑湣之，密自殺。親党告婦殺姑，官為考鞫，寡婦不勝苦楚，乃自誣。獄當決，適值攄到。攄知其有冤，更加辯究，具得情實，時稱其明。」
7. ↑  《折獄龜鑑·卷一·釋冤上》
8. ↑  《棠陰比事》：「晉曹攄為臨淄令日，有寡婦養姑甚謹。姑以其年少，勸令改適。婦守節不移。姑湣之，密自殺親黨，乃誣其婦。婦不勝拷訊，即自誣服。攄初到，疑其冤，更加辯究，具得實情。時稱其明。」
9. ↑  《晉書·良吏傳·曹攄傳》：「獄有死囚，歲夕，攄行獄，湣之，曰：『卿等不幸致此非所，如何？新歲人情所重，豈不欲暫見家邪？』眾囚皆涕泣曰：『若得暫歸，死無恨也。』攄悉開獄出之，克日令還。掾吏固爭，咸謂不可。攄曰：『此雖小人，義不見負，自為諸君任之。』至日，相率而還，並無違者，一縣嘆服，號曰聖君。」
10. ↑  .   [2012-02-24]. （原始内容存档于2011-08-26）.
11. ↑  《晉書·良吏傳·曹攄傳》：「入為尚書郎，轉洛陽令，仁惠明斷，百姓懷之。時天大雨雪，宮門夜失行馬，群官檢察，莫知所在。攄使收門士，眾官咸謂不然。攄曰：『宮掖禁嚴，非外人所敢盜，必是門士以燎寒耳。』詰之，果服。」
12. ↑  《太平御覽·卷二百六十七》
13. ↑  《晉書·良吏傳·曹攄傳》：「惠帝末，起為襄城太守。時襄城屢經寇難，攄綏懷振理，旬月克復。」
14. ↑  .   [2012-02-24]. （原始内容存档于2007-11-15）.
15. ↑  《晉書·殷浩傳》：「浩甥韓伯，浩素賞愛之，隨至徙所。經歲還都，浩送至渚側，詠曹顏遠詩云：『富貴他人合，貧賤親戚離。』因而泣下。」

## 延伸阅读
[在维基数据编辑]
 在维基文库阅读此作者作品
 《晉書·卷090》，出自房玄齡《晉書》